# Sierra Dolcedorme
La Sierra Dolcedorme (en italiano, Serra Docedorme), con sus 2.267 metros, constituye la cima más elevada del macizo del Pollino y del arco apenínico meridional, en Italia.

## Descripción
El límite entre Basilicata y Calabria, siguiendo la cresta de la Sella Dolcedorme (1.970 m) - que divide la homónima Sierra de la cima del Pollino - prosigue sobre la anticima de la vertiente noroeste (2.247 m), para descender después sobre la cresta norte de la montaña. La auténtica y propia cima aparece de repente más al sur, en territorio calabrés.
Muy abrupta es la vertiente meridional, que se alza sobre la llanura de Síbaris, caracterizada por una grandiosa pared, la más imponente de la Italia meridional.
La vertiente lucana, marcada por una amplia curva que desde los 2.247 metros de la anticima noroeste baja bruscamente hasta los 1.872 metros del paso de Ciavole, alcanza la cuenca de la Fossa del Lupo, uno de los circos glaciares más imponentes del macizo, en cuya base se extiende el vasto y luminoso altiplano denominado Piano di Pollino. Este último, con la más alta Piana del Pollino y con el más bajo Piano di Toscano, constituye el más conocido Piani di Pollino.

## Glacialismo
Su actual perfil resulta fuertemente modelado por la acción de antiguos glaciares, cuyos restos más evidentes se encuentran en la vertiente noroeste, con la cuenca llamada Fossa del Lupo, antigua zona de acumulación de masas heladas que alimentaban el imponente ghiacciao del Frido.
Los glaciares en retirada, además de morrenas, han abandonado masas de notables dimensiones, los cantos rodados. Característicos porque aislados y lejos de probables puntos de caída, son fácilmente observables sobre los piani di Pollino y di Acquafredda a una altura entre los 1.800 y los 2.000 m s. n. m.
Los neveros estacionales, algunos de las cuales, de notables dimensiones, funden del todo sólo avanzado el verano, se encuentran en todas las cimas altas del macizo, también en la larga cima del Dolcedorme. Sobre el monte Pollino, en el hundimiento inmediatamente al sur respecto a la cima, en los alrededores de una antigua dolina, surge uno que es fácil de ver incluso hasta finales de agosto. El 9 de octubre de 2010 cerca de dicho nevero, se instaló un detector de temperatura para monitorizar en directo el microclima de la zona.